# مدار بیضوی بالا

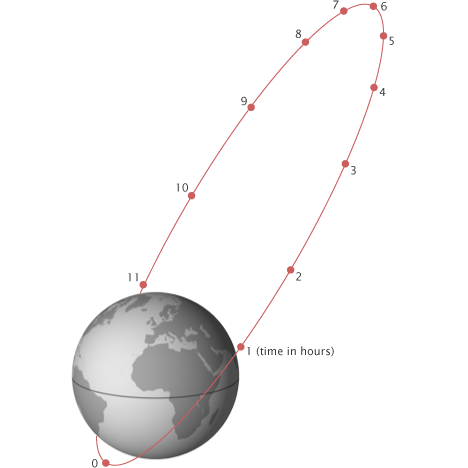
مدار مولنیا در نیم‌کره شمالی

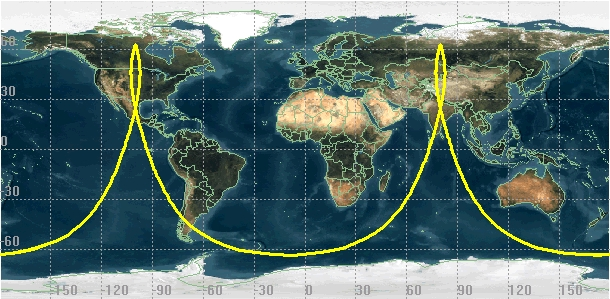
مسیر زمینی یک مدار مولنیا

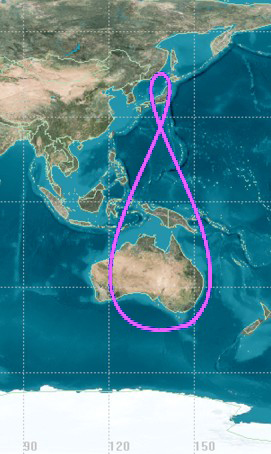
مسیر زمینی یک مدار سیستم ماهواره‌ای کواسی–زنیث

مدار بیضوی بالا (به انگلیسی: Highly elliptical orbit) که به اختصار هئو (HEO) نیز نامیده می‌شود، یک مدار بیضی با خروج از مرکز مداری بالا است که معمولاً نشان‌دهنده یک مدار زمین‌مرکزی است.
ویژگی مهم مدارهای بیضوی بالا این است که ارتفاع نقطه حضیض آن‌ها بسیار کم و ارتفاع نقطه اوج‌شان بسیار زیاد است. این ویژگی سبب می‌شود ماهواره مدت زیادی را برای رسیدن و عبور از نقطه اوج در آسمان محل طی کند و مدتی طولانی را در آسمان منطقه مورد نظر به سر برد. ابن مدت زمان گاهی بیش از دوازده ساعت طول می‌کشد. این در حالی است که عبور از نقطه حضیض به سرعت انجام می‌گیرد و طی این مرحله بسیار کوتاه‌تر است. این مدارها برای پاره‌ای از کاربردهای مخابراتی مناسب هستند. به عنوان نمونه چون مدار زمین‌ایستا برای کشورهایی مانند روسیه که در عرض‌های جغرافیایی بالا قرار گرفته‌اند چندان مناسب نیست، مدارهای بیضوی بالا پوشش‌دهی بهتری برای این کشورها فراهم می‌کنند. از جمله این مدارها، می‌توان مدار مولنیا و مدار توندرا را نام برد.
رادیوی ماهواره‌ای سیریوس از مدارهای مایل بیضوی بالا، به‌ویژه مدارهای توندرا جهت نگه‌داشتن موقعیت دو ماهواره خود بر فراز آمریکای شمالی استفاده کرده‌است.